# Team Capinordic
El Team Capinordic (codi UCI: CPI), conegut anteriorment com a Team PH o Team GLS, va ser un equip ciclista danès professional en ruta que va competir del 2002 al 2009, i va tenir categoria Continental.

## Principals resultats
- Giro del Canavese: Matti Breschel (2004)
- Fyen Rundt: Jacob Moe Rasmussen (2004, 2005)
- Gran Premi San Giuseppe: Martin Pedersen (2005)
- CSC Classic: Jacob Moe Rasmussen (2005)
- Lieja-Bastogne-Lieja sub-23: Martin Pedersen (2005), Rasmus Guldhammer (2009)
- Tour de Loir-et-Cher: Jacob Moe Rasmussen (2006), Christofer Stevenson (2008)
- Gran Premi de la vila de Zottegem: Jonas Aaen Jørgensen (2007)
- Fletxa del port d'Anvers: Jonas Aaen Jørgensen (2008), Jens-Erik Madsen (2009)
- Volta a Eslovàquia: Kristoffer Nielsen (2008)
- Omloop van het Houtland: Martin Pedersen (2008)
- Gran Premi de la vila de Nogent-sur-Oise: Martin Pedersen (2009)
- Scandinavian Race in Uppsala: Jonas Aaen Jørgensen (2009)
- Gran Premi Cristal Energie: Martin Pedersen (2009)

## Classificacions UCI
Fins al 1998 els equips ciclistes es trobaven classificats dins l'UCI en una única categoria. El 1999 la classificació UCI per equips es dividí entre GSI, GSII i GSIII. D'acord amb aquesta classificació els Grups Esportius I són la primera categoria dels equips ciclistes professionals. La següent classificació estableix la posició de l'equip en finalitzar la temporada.
| Temporada | Classificació per equips | Millor ciclista en la classificació individual |
| --------- | ------------------------ | ---------------------------------------------- |
| 2004      | 40è (GSIII)              | Matti Breschel (797è)                          |

A partir del 2005 l'equip s'incorpora als circuits continentals de ciclisme.
UCI Àfrica Tour
| Temporada | Classificació per equips | Millor ciclista en la classificació individual |
| --------- | ------------------------ | ---------------------------------------------- |
| 2008      | 20è                      | Michael Mørkøv (149è)                          |

UCI Amèrica Tour
| Temporada | Classificació per equips | Millor ciclista en la classificació individual |
| --------- | ------------------------ | ---------------------------------------------- |
| 2008      | 33è                      | Nikola Aistrup (204è)                          |
| 2009      | 29è                      | Christopher Stevenson (215è)                   |

UCI Àsia Tour
| Temporada | Classificació per equips | Millor ciclista en la classificació individual |
| --------- | ------------------------ | ---------------------------------------------- |
| 2008      | 47è                      | Michael Mørkøv (158è)                          |
| 2009      | 40è                      | Lucas Persson (147è)                           |

UCI Europa Tour
| Temporada | Classificació per equips | Millor ciclista en la classificació individual |
| --------- | ------------------------ | ---------------------------------------------- |
| 2005      | 25è                      | Anders Lund (64è)                              |
| 2006      | 36è                      | Jacob Moe Rasmussen (36è)                      |
| 2007      | 40è                      | Jonas Aaen Jørgensen (45è)                     |
| 2008      | 25è                      | Martin Pedersen (50è)                          |
| 2009      | 14è                      | Martin Pedersen (12è)                          |